# Aye
Pour les articles homonymes, voir Aye.
Pour les articles ayant des titres homophones, voir Ail, Aille et Aïe (homonymie).
Aye [aj] (en wallon Ôye) est une section de la ville belge de Marche-en-Famenne située en Région wallonne dans la province de Luxembourg.
Elle a donné son nom à une formation géologique.

## Emetteur de radio
A Aye, il y a à 50°12'16"N 5°17'22"E une station relais de la RTBF, qui servait à l'origine à diffuser sur 1305 kHz avec une puissance de 10 kW.

## Démographie
- Source: INS recensements population

## Histoire
Aye n'est une commune de la province de Luxembourg que depuis 1839. Elle faisait partie avant cela du département de Sambre-et-Meuse. Elle fut créée sous le régime français par la réunion des localités d'Aye, Hassonville, Jamodenne, et la partie luxembourgeoise de Hogne.
C'était une commune à part entière avant la fusion des communes de 1977.

## Patrimoine et culture

### Patrimoine architectural et sites
Aye compte trois jolies demeures, à savoir : la ferme du château construite de 1672 à 1678, un château néo-classique d'architecture traditionnelle dans l'esprit du XVIIIe siècle, et un autre château néo-classique en calcaire du milieu du XIXe siècle.

#### Bâtiment
- La Tour de la Famenne, ancien restaurant du début des années 1970 et abandonnée dans les années 1990, puis rénovée en 2020-2021 en tour d'observation.

## Enseignement
On y trouve deux écoles : une école communale et une école libre (école Saint-Remacle).

## Personnalités
- Marie-Hélène Ska, secrétaire générale de la Confédération des syndicats chrétiens née à Aye.